# Удхъл
Удхъл (на английски: Woodhull) е град в окръг Стубен, щат Ню Йорк, Съединени американски щати. Населението му е 1653 души (по приблизителна оценка от 2017 г.).
В Удхъл е роден лекарят Джеймс Тейлър Кент (1849 – 1916).